# Metzgeria scyphigera
Metzgeria scyphigera là một loài Rêu trong họ Metzgeriaceae. Loài này được A. Evans mô tả khoa học đầu tiên..